# レナ (アイドル)
レナ（rena、9月13日 - ）は、日本の女性タレント、アイドル、モデル。滋賀県出身。フリーランス。元「バニラビーンズ」のメンバー。

## 略歴
アイドルユニット「バニラビーンズ」のキノコ頭担当として2007年にデビュー。2018年10月に解散後はアーティスト枠であったことからできなかった仕事をしたいとモデル、女優、番組MCなど幅広く活動。
2019年5月7日より古舘プロジェクトに所属。
2019年9月7日には東京・LOFT9 Shibuya『ex.VB Rena Birthday event 2019 ～初の生誕祭！渋谷は昼の12時～』で解散後初の歌手活動を行った。
2020年より、バニラビーンズ時代に「アイドルフェス・イン・ボートレース多摩川」のナビゲーターを7年間担当し、グループ名を冠した「バニラビーンズカップ」が定期開催されるなど、関わりが深かったボートレース多摩川にて多摩川のおんなを自称し、ボートレース関連の仕事を本格化。
2021年4月1日付で古舘プロジェクトを退所。同年6月15日、一般男性との結婚を報告。

## 人物
- 長身でスタイリッシュ[6]な体型からバニラビーンズ時代からモデル活動を行う。

- グループ所属時は北欧の風出身としてきたが、解散後は滋賀県甲賀市出身を正式に公表した[7]。

- ボートレース多摩川では元競艇選手の米井里実と多摩川の姉妹というコンビを結成し、配信や関連イベントに出演している[8]。

## 出演

### テレビ
- めざましテレビ「イマドキガール」（2013年4月 - 2014年4月、フジテレビ）[9]

### 配信
- どちゃんこTV/どちゃ記者ライブ/ピットdeどちゃんこ情報局（ボートレース多摩川）
- ライムスター宇多丸の水曜The NIGHT（2019年5月 - 2020年4月29日、AbemaTV）バニラビーンズ時代も出演。番組内ではレ・ルマンドラの愛称で呼ばれる。
- チャンスの時間（2019年10月2日、AbemaTV）

### ラジオ
- 元バニビ レナの アイドルを止めるな!（2019年2月5日 - 、JFNPARK）[10]

### CM
- ワコール「BRAGENIC」シリーズ（2017年8月）[11]

### PV
- （株）七彩「BIO TORSO JAPANESE」（2019年6月12日）